# Окорок

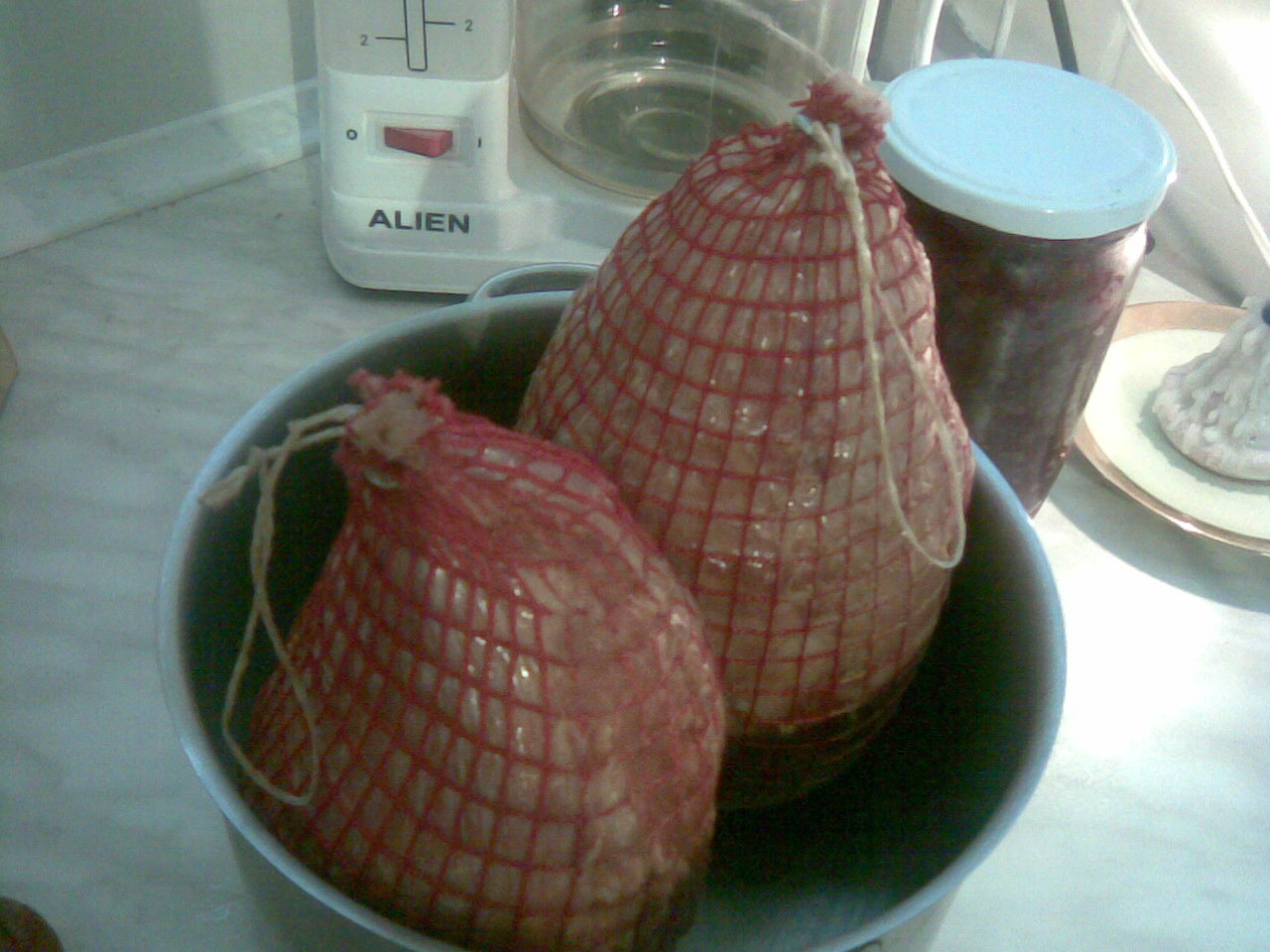
Окорока́

О́корок — мясо свиной (реже — бараньей или телячьей) туши: тазобедренная часть (задний окорок) или плечелопаточная часть (передний окорок).

## Разновидности окороков

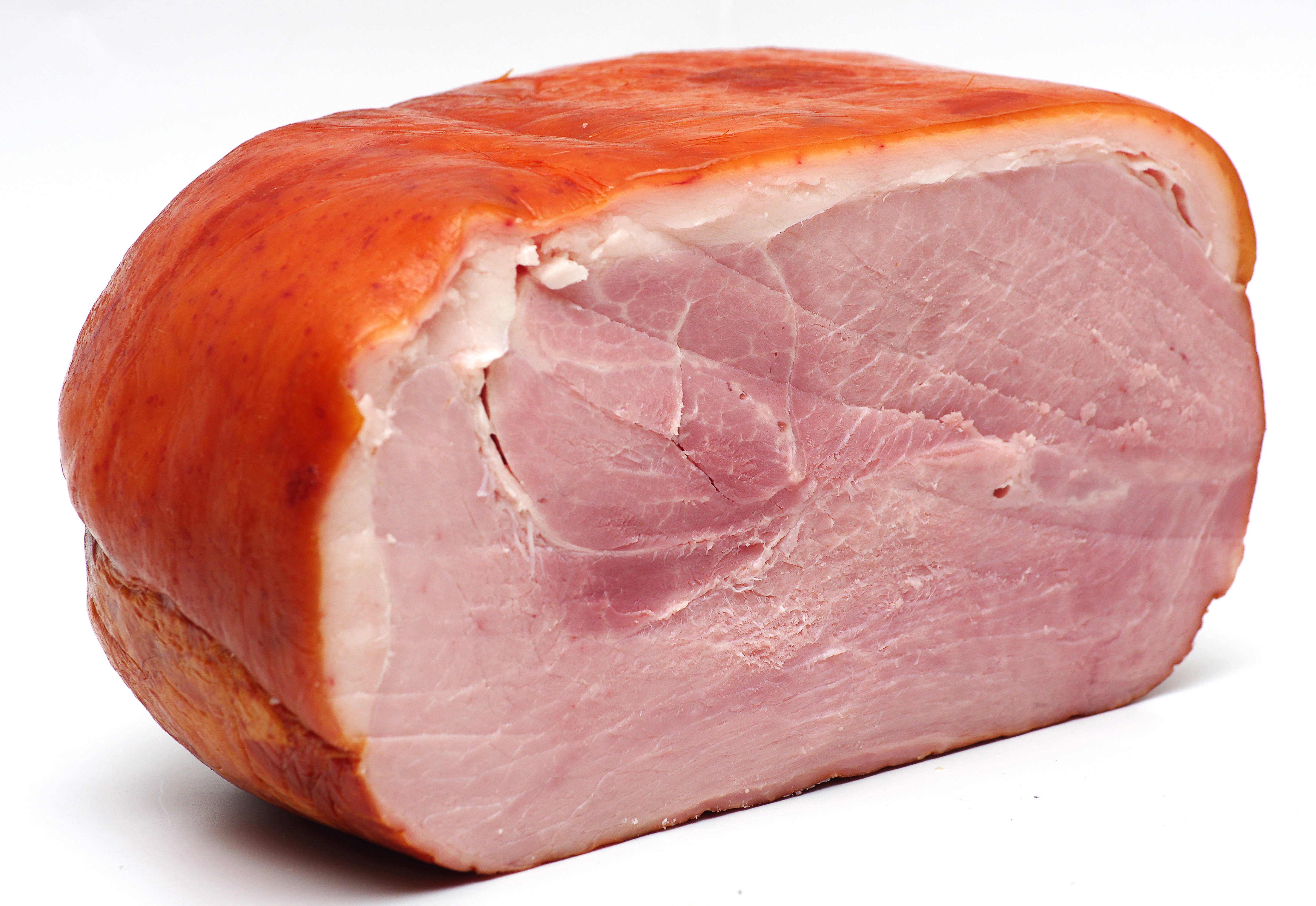
Тамбовский окорок

Окорока производятся из свиной туши мясной или беконной упитанности:
- Воронежские окорока — из плечелопаточной части;
- Тамбовские окорока — из тазобедренной части;
- Солёный окорок используется для приготовления ветчины[2].

## Употребление окороков
Окорок употребляется в пищу в варёном, запечённом, копчёном и варёно-копчёном виде. Жареный идёт в качестве самостоятельного блюда с гарниром (например, из зелёного горошка или фасоли). К холодному окороку, нарезанному ломтями, могут подавать в качестве гарнира огурцы, салат, помидоры или иные овощи.

## Этимология
Слово «окорок» — исконно русское и отсутствует в других славянских языках. При этом, слово известно со времён Киевской Руси, оно встречается уже в русском переводе Хроники Георгия Амартола в форме «окорокы прѣсѣкати», что, по мнению филолога И. И. Срезневского, следует переводить на современный язык как «коленные сухожилия». Первоначально слово означало «мясо вокруг ноги» и происходит от общеславянского *kork- «нога». Отсюда же болг. крак(ът) — «нога», серб. крак — «голень», пол. krok — «шаг» и др.